# رضا عبدی
رضا عبدی (زادهٔ ۹ آبان ۱۳۱۰ تهران – درگذشته ۲۳ آبان ۱۳۹۸) بازیگر سینما، رادیو و تئاتر اهل ایران بود. شنوندگان رادیو ایران به ویژه طرفداران برنامه «صبح جمعه با شما» صدای او را در قالب کاراکتر «آمیز عبدالطمع» در «صبح جمعه با شما» و «عبدل بیزینس» در «جمعه ایرانی» می‌شناختند.

## زندگی
رضا عبدی به سالِ ۱۳۱۰ در محلّهٔ چهارراه سرچشمه تهران زاده شد. در سال ۱۳۳۳ وارد رادیو شد و با کاراکتری به نام «آمیرزا اکتور رادیو» آغاز به کار کرد. او با بازی در تئاتر و سینما تا سال ۱۳۵۷ در بیش از ۲۰ فیلم ایفای نقش کرد. چند سال پس از انقلاب ۱۳۵۷ با فیلم «کفش‌های میرزا نوروز» به سینما بازگشت و در «هی جو»، «سفر جادویی»، «پشت دیوار شب» و «مردی از جنس بلور» هم حضور داشت. بازی در سریال «هزاردستان» به کارگردانی علی حاتمی از دیگر فعالیت‌های او بوده‌است.
فیلم مستند «دیدار با رضا عبدی» به کارگردانی محسن عبدی از زندگی و آثار رضا عبدی ساخته شده و در سال ۱۳۹۳ رونمایی شد.

## درگذشت
رضا عبدی به‌دلیل کهولت سن و کسالت، مدت‌ها در بیمارستان بستری بود٬ صبح روز ۲۳ آبان سال ۱۳۹۸ در سن ۸۸ سالگی در تهران درگذشت.

## بازیگری

### تلویزیون
- نود شب
- جمعه ایرانی
- هزار دستان
- تک‌مضراب

### سینما
- طهران روزگار نو (۱۳۷۸)
- مردی از جنس بلور (۱۳۷۷)
- پشت دیوار شب (۱۳۷۶)
- زن امروز (۱۳۷۵)
- سفر جادویی (۱۳۶۹)
- هی جو (۱۳۶۷)
- کفش‌های میرزا نوروز (۱۳۶۴)
- بر فراز آسمان‌ها (۱۳۵۷)
- قرار بزرگ (۱۳۵۴)
- قصه شب (۱۳۵۲)
- آبشار طلا (۱۳۵۱)
- اعجوبه‌ها (۱۳۵۱)
- جهنم + من (۱۳۵۱)
- فاتح دل‌ها (۱۳۵۱)
- عشقی‌ها (۱۳۵۰)
- مردان خشن (۱۳۵۰)
- میعادگاه خشم (۱۳۵۰)
- یک خوشگل و هزار مشکل (۱۳۵۰)
- یک مرد یک شهر (۱۳۵۰)
- مردی از جنوب شهر (۱۳۴۹)
- دنیای پر امید (۱۳۴۸)
- قصر زرین (۱۳۴۸)
- نعره طوفان (۱۳۴۸)
- نسیم عیار (۱۳۴۶)
- عسل تلخ (۱۳۴۰)
- آفت زندگی یا مرفین (۱۳۳۹)
- آینه تاکسی (۱۳۳۹)
- بچه‌ننه (۱۳۳۹)